# Porcelaine de Derby

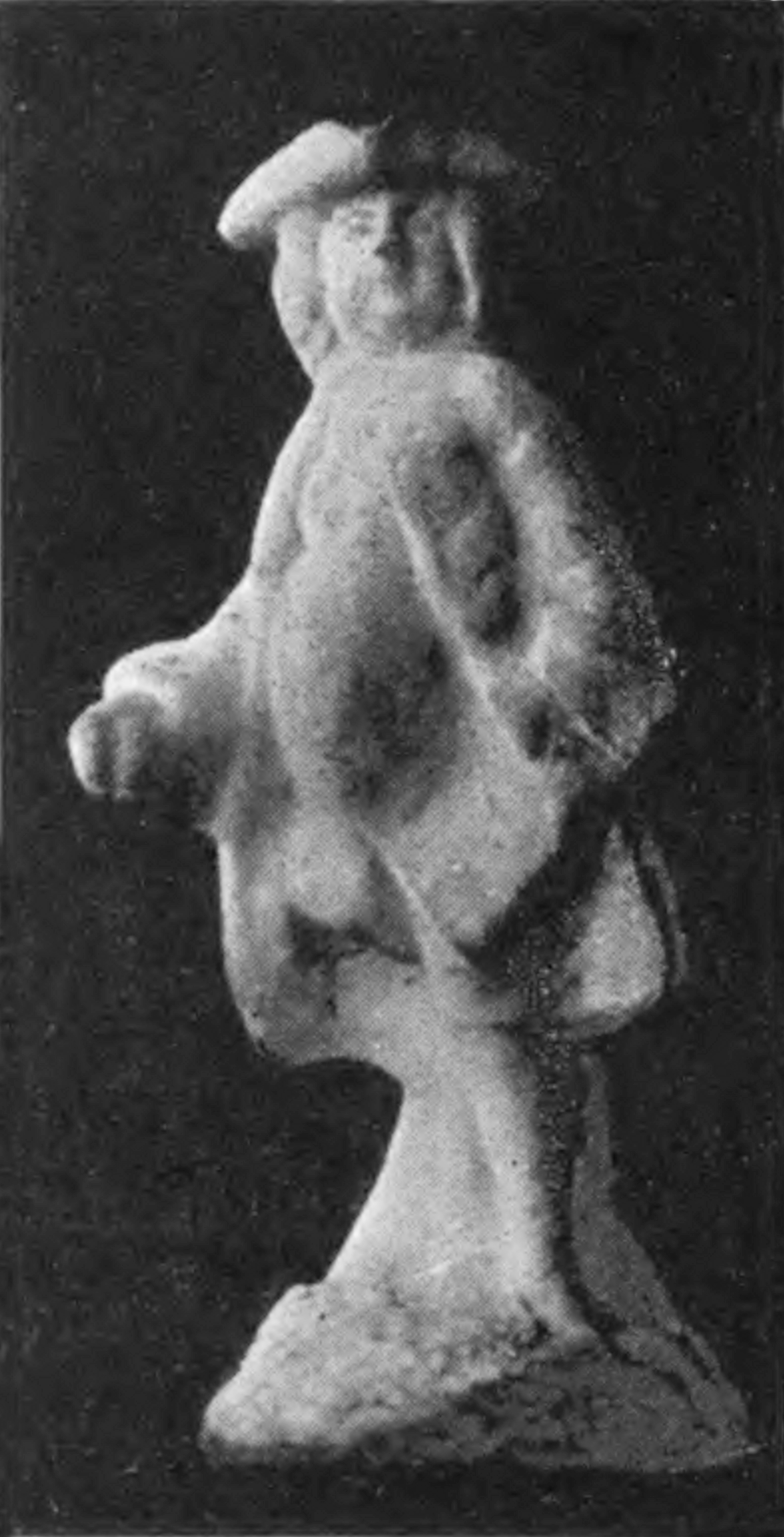
Un personnage en fait à Derby dans les années 1750.

La production de porcelaine de Derby remonte à la première moitié du XVIIIe siècle, bien que sa paternité et son début exact soient encore matière à conjectures. Les pièces les plus anciennes qui subsistaient encore à la fin du XIXe siècle ne portaient que les mots « Darby » et « Darbishire » et les années 1751-2-3 comme preuves des lieux et date de fabrication. Plus significatif est le fait que la production de porcelaine à Derby a précédé les travaux de William Duesbury, commencés en 1756 quand il se joignit à André Planché et John Heath pour créer la manufacture de Nottingham Road, future Royal Crown Derby,.
Le principal centre d'exposition de ce type de porcelaine est le Derby Museum and Art Gallery.

## Histoire
On sait par les notes de William Duesbury en personne que Derby avait une solide production de porcelaine d'une exceptionnelle qualité au début des années 1750. La preuve de la qualité de la production locale est apportée par le fait que Duesbury, alors émailleur reconnu sur la place de Londres, payait considérablement plus cher des pièces fabriquées à Derby que les figurines faites par les manufactures rivales de Bow ou de Chelsea. Il était pratique courante à l'époque chez les marchands d'acheter de la porcelaine glacée blanche à divers fabricants et de la confier à des émailleurs comme Duesbury pour les dernières finitions (émaillage et couleur).
La première mention imprimée de la manufacture de Derby ne date cependant que de décembre 1756, dans une publicité du Public Advertiser, parue plusieurs fois au cours du mois et qui incitait les lecteurs à participer à une vente aux enchères à Londres, sous les auspices de la « Manufacture de Porcelaine de Derby ». Étrangement, il n'existe pas d'autre référence à cette supposée « Manufacture de Porcelaine de Derby », ce qui suggère un nom spécialement inventé pour l'occasion. Bien qu'on puisse y voir une simple fanfaronnade, la publicité qualifie la manufacture de « seconde Dresde », pour montrer la bonne qualité de ses produits. Bien sûr, une telle perfection représente l'aboutissement d'un long processus de fabrication et rien dans cette annonce n'indique que cette vente annuelle aurait été la première de la manufacture, à la différence des publicités similaires faites l'année suivante par les fabricants de Bow et de Longton Hall.

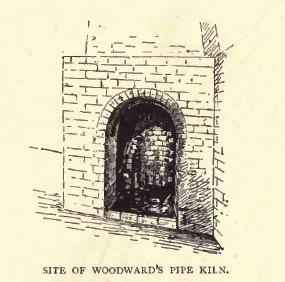
Site du four à tubes de Woodward, où André Planché fit cuire « ses oiseaux chats chiens mouton & c.»

Le potier André Planché est souvent cité comme précurseur de la manufacture de porcelaine de Derby. Des rapports faisant état d'un « étranger en très pauvres circonstances » qui habitait Lodge Lane et produisait de petits personnages de porcelaine vers 1745 font peut-être référence à Planché. Cependant, comme l'a relevé un chercheur, en 1745 Planché n'avait que 17 ans. L'importance réelle de Planché dans la constitution de la future Royal Crown Derby a été minimisée par les uns (dont la petite-fille de William Duesbury, Sarah Duesbury, morte en 1876) et contestée par d'autres qui ont mis en doute jusqu'à son existence. Il y a pourtant des preuves que Planché est un personnage historique réel, même s'il n'a sûrement pas enseigné l'art de l'émail à William Duesbury.
Un sérieux prétendant au titre d'auteur des pièces de porcelaine de la « seconde Dresde » est représenté par les Cockpit Hill Potworks. Nous pouvons inférer que ces « poteries de Derby » étaient déjà pleinement opérationnelles vers 1708 à partir d'une tasse à décor d'engobe qui porte l'inscription « John Meir a fait cette tasse 1708 ». On sait que les « poteries » produisaient de la porcelaine grâce à l'annonce d'une vente aux enchères tenue en 1780, quand la société fit faillite. Il n'est pas fait mention de personnages émaillés, mais il est très probable qu'il s'en fabriquait aussi, en un temps où la demande pour ce type d'articles était élevée. Ou peut-être cette branche des poteries a-t-elle été complètement assimilée par la manufacture de Duesbury dans la seconde moitié des années 1750.

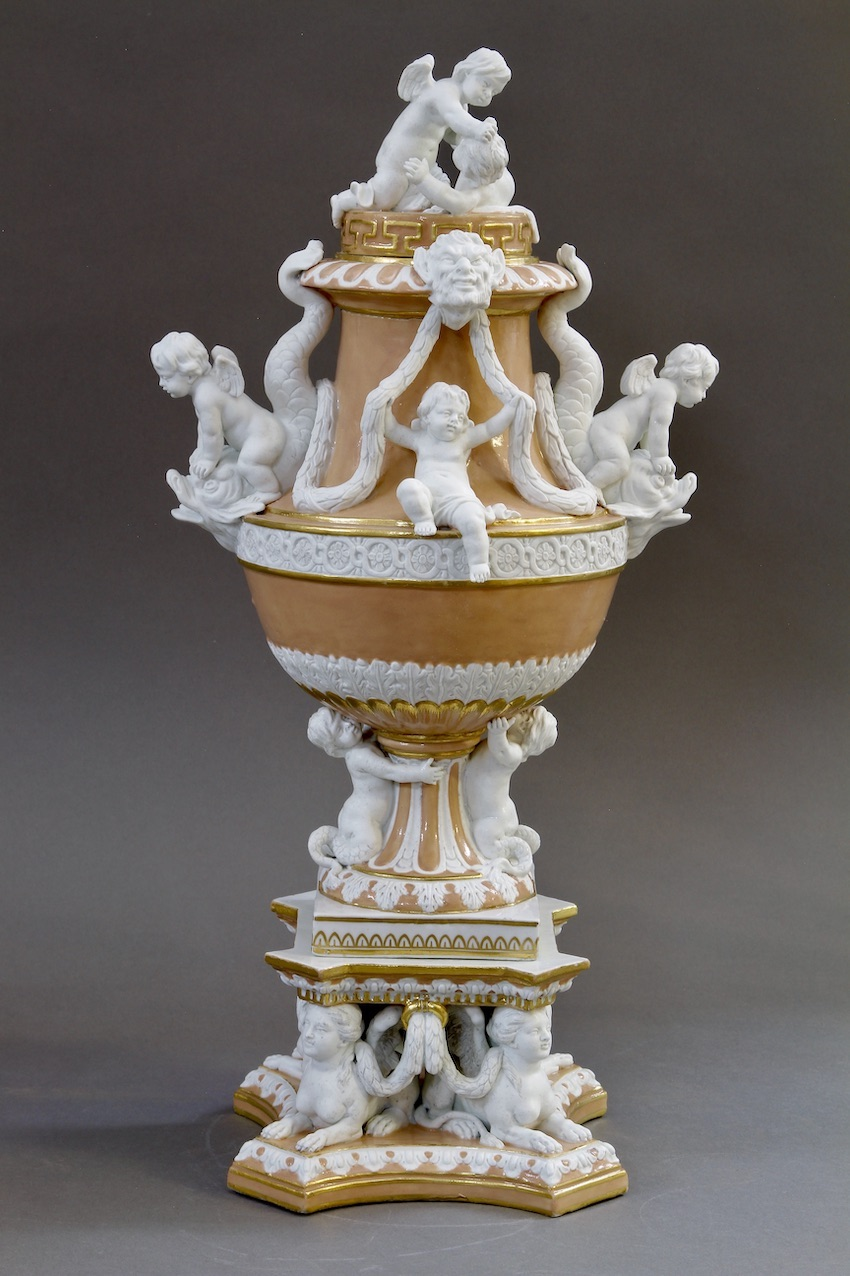
Collection du site boutetparis.com

Grâce à un mandat d'arrêt lancé en 1758 contre un certain John Lovegrove, nous savons que les propriétaires des Cockpit Hill Potworks étaient William Butts, Thomas Rivett et John Heath. Heath est le banquier qui finança plus tard la construction de la manufacture de Nottingham Road et Rivett était membre du Parlement et maire de Derby en 1715 et 1761, d'où il ressort que les partenaires des Potworks faisaient partie des membres aisés et influents de la société locale. Cependant la concurrence avec la manufacture de Nottingham Road paraît avoir été fatale à l'entreprise. Déjà en 1772, la qualité de sa production avait chu à tel point qu'un visiteur la classait comme une « imitation de la marchandise de la reine, mais qui n'arrive pas au niveau de l'original, la production du Staffordshire. » En 1785, la manufacture fermait définitivement ses portes.

## Marques de porcelaine de Derby

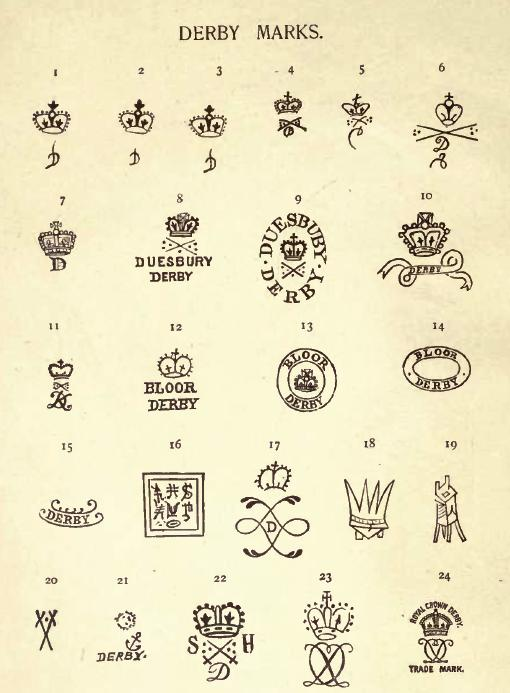
Marques faites sur la porcelaine de Derby.

D'après William Bemrose, Bow, Chelsea, and Derby Porcelain (1898) :
- 1, 2, 3 - Toutes premières marques de Derby, généralement bleues (on connaît quelques exemples de couronne et de « D » utilisées séparément, probablement par suite d'un oubli des ouvriers).
- 4 - Sabres croisés, couronnes, D et 6 points, soigneusement peints en bleu, plus tard en puce, utilisés à partir de 1782 environ.
- 5, 6 - Idem, peints moins soigneusement en rouge.
- 7, 8, 9, 10 - Dernières marques Duesbury, généralement en rouge.
- 11 - Duesbury & Kean, rarement utilisée, entre 1795 et 1809.
- 12, 13, 14, 15 - Marques Bloor, de 1811 à 1849.
- 16, 17, 18, 19 - Marques de style quasi oriental, utilisées en plusieurs occasions. La marque n° 17 est une imitation de celle de Sèvres.
- 20 - Marque de Dresde, souvent utilisée pour les personnages.
- 21 - Marque de Derby, supposée utilisée par Holdship quand il était à Derby, autour de 1766. Rare.
- 22 - Stephenson & Hancock, manufacture de King Street, 1862, même marque utilisée par la suite par Sampson Hancock et en usage en 1897.
- 23 - Marque utilisée par la société Derby Crown Porcelain, Osmaston Road, de sa constitution en 1877 à décembre 1889.
- 24 - Marque adoptée par la société ci-dessus quand la reine lui eut accordé l'usage du préfixe « Royal » le 3 janvier 1890.